# Habsburg-osztály
A Habsburg-osztályú csatahajókat a Stabilimento Tecnico Triestino építette az Osztrák–Magyar Monarchia haditengerészetének a megbízásából.
Az osztály tagjai az SMS Habsburg, SMS Árpád és a SMS Babenberg voltak, melyek azonos tervek alapján készültek. Fő tüzérségének szokatlan elrendezése volt: az éltoronyba ikerlöveget, a fartoronyba viszont csak egy löveget szereltek. Mindhárom csatahajót 1911-12-ben átépítették, ennek ellenére az első világháború kitörésekor már nem számítottak korszerűnek. A háborúban a IV. csatahajóosztály tagjai voltak. 1915. május 23-án részt vettek Ancona ágyúzásában. Az SMS Árpád az SMS Budapesttel 1917. november 16-án a cortellazzói nehéz ütegeket lőtték egy kötelék tagjaként.
Az osztály tagjait a háború utolsó két évében kivonták a szolgálatból és iskolahajóként tevékenykedtek.
A háború után mindhárom hajót Nagy-Britanniának ítélték. Az angolok a teljes osztályt továbbadták az olaszoknak, akik 1921-ben mindhármat lebontották.